# Arie van Leeuwen
Arie van Leeuwen (Haarlem, 3 februari 1910 – Eindhoven, 9 augustus 2000) was een Nederlandse atleet, die zich had toegelegd op het hordelopen. Hij manifesteerde zich op de 110 m horden.

## Loopbaan
Van Leeuwen nam deel aan de Olympische Spelen van 1928 in Amsterdam. Hij kwam er uit op zijn favoriete nummer, de 110 m horden, waarop hij in de vijfde serie vierde werd. Hiermee was hij uitgeschakeld.
Arie van Leeuwen startte zijn atletiekloopbaan bij de Rotterdamse atletiekvereniging Pro Patria, waar hij als junior vooral opviel bij het verspringen. Zo is van hem bekend, dat hij als zestienjarige op 19 september 1926 in Rotterdam tot een afstand kwam van 6,41 m. Hoe goed deze prestatie was kan worden afgeleid uit het feit, dat toen veertien jaar later, in 1940, voor het eerst Nederlandse jeugdrecords werden erkend, Albert Spree met een afstand van 6,30 als eerste officiële jeugdrecordhouder werd geregistreerd.
Van Leeuwen verhuisde later naar Eindhoven en werd lid van PSV.

## Persoonlijk record
| Onderdeel    | Prestatie | Jaar |
| ------------ | --------- | ---- |
| 110 m horden | 15,7 s    | 1935 |